# مویوکو آنو
مویوکو آنو (انگلیسی: Moyoco Anno؛ زادهٔ ۲۶ مارس ۱۹۷۱) مانگاکا، روزنامه‌نگار، نویسنده، و کارگردان فیلم اهل ژاپن است.
وی همچنین برندهٔ جوایزی همچون جایزه مانگای کودانشا شده است.